# China-EU School of Law
De China-EU School of Law (CESL) aan de China University of Political Science and Law (CUPL) in Peking is een gezamenlijk project van de Chinese regering en de Europese Unie en wordt door een consortium van 13 Europese en Chinese universiteiten en onderwijsinstellingen ondersteund. Van de Nederlandse zijde is de Universiteit Maastricht bij het project betrokken en van Vlaamse zijde de KU Leuven. De taak van de China-EU School of Law is daarbij de Chinese regering te ondersteunen, een op een rechtsstaat gebaseerd gezelschap tot stand te brengen.
Voor internationale studenten biedt de School of Law een Engelstalige Master of European and International Law (MEIL), evenals een Engelstalig semester in het buitenland over het Chinese recht (CLTE) aan. Bovendien hoort bij de school een opleidingsprogramma voor Chinese rechters, officiers van justitie en advocaten evenals een Chinees-Europees onderzoeksprogramma.